# مايك غارتنر
مايك غارتنر هو لاعب هوكي جليد كندي، ولد في 29 أكتوبر 1959 في أوتاوا في كندا.

## وصلات خارجية
- مايك غارتنر على موقع دوري الهوكي الوطني (الإنجليزية)
- مايك غارتنر على موقع EliteProspects.com (الإنجليزية)
- مايك غارتنر على موقع HockeyDB.com (الإنجليزية)
- مايك غارتنر على موقع Hockey-Reference.com (الإنجليزية)